# Marjorie Townsend
Marjorie Trees Townsend, née le 12 mars 1930 à Washington D. C. et morte le 4 avril 2015 dans cette même ville, est une ingénieure américaine qui a été la première femme à diriger le développement d'un engin spatial. 

## Carrière
En 1959, Marjorie Townsend est la première femme à sortir de l'université de Pennsylvanie avec un diplôme d'ingénieur. À ses débuts elle travaille sur le traitement du signal des sonars au laboratoire de la Marine Naval Research Laboratory. Peu après la création  de l'agence spatiale américaine, la NASA, elle entre en 1959 au  Centre de vol spatial Goddard où elle contribue au développement des premiers satellites météorologiques TIROS-1 et la série des Nimbus. 
À compter du milieu des années 1965, elle devient responsable du programme des petits satellites astronomiques de la NASA au sein du programme Explorer. Elle est en particulier le chef de projet pour la NASA du premier observatoire spatial consacré à l'étude des rayons X baptisé Uhuru. Celui-ci est lancé en 1970 et effectue des découvertes importantes. Elle quitte la NASA en 1980 et travaille chez différents fournisseurs du gouvernement américain : elle est directrice du développement des systèmes spatiaux chez BDM International et ensuite vice-présidente de Space America avant de prendre sa retraite en 1996. 